# Francisco de Montejo
Francisco de Montejo y Álvarez (1479 körül,  Salamanca – 1553 körül, Spanyolország) a mai Mexikó és Közép-Amerika területén tevékenykedő spanyol konkvisztádor volt.
Francisco de Montejo 1479-ben, a spanyolországi Salamancában Juan de Montejo és Catalina Álvarez de Tejeda gyermekeként született. 1514-ben elhagyta szülőföldjét és Kubába távozott, ahol csatlakozott Grijalvának a Yucatán-félszigetet, és a Mexikói-öböl partvidékét bejáró missziójához. Az felfedezőút során kapitányi rangban szolgált és négy hajót rendeltek alá. Kubába visszatérve csatlakozott Hernán Cortés expedíciójához és részt vett a mexikói La Villa Rica de Vera Cruz (ma Veracruz) megalapításában. Ezt követően Cortes visszaküldte Spanyolországba, hogy a királynak beszámoljon a fejleményekről. Ekkor feleségül vette Beatriz de Herrerát.
1526 decemberében I. Károly spanyol király Adelantado rangot adományozott Montejónak és kinevezte Yucatán hadvezérévé. 1528-ban visszatért Amerikába és elindult a Yucatán-félsziget északi partvidékének meghódítására. Seregeit azonban a hevesen ellenálló maja indiánok visszaverték. 1530-ban nyugatról próbálkozott és megkezdte a mai Tabasco állam (Mexikó) pacifikálását. 1531 és 1535 között sikertelen próbálkozásokat tett a Yucatán félsziget nyugati részének meghódítására. Habár bizonyos sikereket elért, seregeit 1535-ben kiűzték a félszigetről. 1533-ban királyi engedélyt kapott a Hondurasi Puerto Caballos és Naco elfoglalására. Ekkor összetűzésbe került Pedro de Alvaradóval, aki hasonló utasítást kapott 1532-ben. Ez azonban csak akkor okozott problémát kettejük között, amikor 1536-ban Alvarado kijelentette, hogy ő pacifikálta Honduras tartományt. 1540-ig Alvarado volt Honduras kormányzója, habár 1537-ben visszarendelték Spanyolországba.
1540-ben a spanyol király kinevezte Honduras kormányzójává.
Fia, Francisco de Montejo, El Mozo (1508 – 1565) lett az a személy, aki végül elfoglalta a teljes Yucatán-félszigetet, és közben megalapította Campeche (1541) illetve Mérida (1542) városokat. 1546-ban az idősebb Montejót kinevezték Yucatán kormányzójává, 1550-ben azonban visszahívják Spanyolországba, ahol 1553-ban meghalt.